# Горни (Тверская область)
Горни (карел. Gorn’a) — деревня в Борковском сельском поселении Бежецкого района Тверской области России.

## География
Расположена юго-западнее деревни Иевлево и севернее деревни Заручье; просёлочной дорогой соединена с автомагистралью 28К-0058.

## Население
| 2008 | 2010 |
| ---- | ---- |
| 13   | ↘1   |